# Жермано Собрињо
Жермано Собрињо (14. март 1911. — 9. јун 1977)  био је бразилски фудбалер. Наступао је за репрезентацију Бразила.
Играо је на позицији голмана, био је у саставу Бразила на Светском првенству 1934. године у Италији.